# Folke Byström
Folke Sten Byström, född 21 april 1918 i Östersund, död 5 januari 1985, var en svensk fotograf, filmfotograf och fotohandlare, verksam främst i Robertsfors kommun. 
Han började sin fotografiska bana som praktikant hos porträttfotoateljén Uggla i Stockholm i början av 1940-talet.
Övriga arbetsplatser var hos fotograferna Nancy Burström samt Tor Ekholtz. Byström köpte sedermera Ekholtz filial i Robertsfors. Byström var en väldigt produktiv och mångfacetterad inom sitt yrke. Han fotograferade alltifrån politiska sammankomster till trafikolyckor och porträttfoton. Han gjorde också ett antal filmdokumentationer om bl.a. flottningen i Rickleån. Förutom fotoateljé drev han i samma lokal försäljning av fotoartiklar, papper, presenter med mera.